# Villa Figner
Villa Figner (in portoghese Mansão Figner) è un edificio costruito nel 1912 a Rio de Janeiro nel quartiere di Flamengo, attualmente sede del centro culturale Arte SESC e in origine abitazione privata dell'impresario Frederico Figner.
Con le sue linee arrotondate testimonia il gusto dell'eclettismo della borghesia carioca agli inizi del XX secolo.